# 미맘사 학파
미맘사 학파(Mimāṃsā)는 힌두교의 정통 육파철학 중의 하나로, 야즈나의례(祭祀儀禮)의 실행, 즉 제사(祭事 · 카르마)를 중시한다고 하여 카르마 미맘사 학파 또는 제사 미맘사 학파라고도 불린다. 또는 후대에 우타라(後) 미맘사 학파라고도 불린 베단타 학파와 구분하여 푸르가 미맘사 학파라고도 한다. 푸르가는 전(前)의 뜻이다.
미맘사 학파는 《베다》속에 규정되어 있는 야즈나 의례(祭祀儀禮)의 실행 의의를 철학적으로 연구하여 통일적 해석을 주는 학파이다. 이 학문을 제사(祭事) 미맘사 또는 카르마 미맘사라고 하는데 미맘사는 심찰고구(審察考究)의 뜻이다.
미맘사 학파는 쟈이미니(기원전 200~100?)에 의하여 성립되었다. 이 계통의 학설을 기록한 짧은 문구가 암송에 의하여 전해져, 기원전 100년경 하나의 조직으로 종합 편찬되어 근본 경전인 《미맘사 수트라》가 성립되었다. 이 학파의 목적은 다르마(法)의 고찰 연구인데, 여기서 말하는 다르마는 《베다》에 규정되어 있는 야즈나의 실행이며, 야즈나를 통해 획득된 힘을 통해 종교상의 이상을 실현하게 된다고 해석한다.
후대에 쿠마릴라(650?∼700?)와 프라바카라(650?~750?)가 나타나서 약간 상이한 학설을 주장하였다.

## 교의
미맘사 학파는 제식(祭式)의 실행은 카스트 중 상층 3계급에게만 허용되는 것이라고 생각하였다. 그래서 미맘사 학파의 학자들에게는 《베다》의 절대성을 논증하는 것이 우선 제일 필요한 것이 되었다. 미맘사 학파에 따르면, 《베다》는 인간이 제작한 것이 아니고 우주의 변화생멸을 초월하여 영원토록 실재하고 있다. 그러나 《베다》는 언어로 된 것이기 때문에 《베다》의 상주영원성(常住永遠性)을 주장하기 위해서는 언어의 상주성(常住性)을 인정하지 않으면 안 되었다. 그리하여 미맘사 학파에서는 어상주론(語常住論)을 주장하게 되었다.
미맘사 학파의 어상주론에 따르면, 언어라는 것은 단지 음성(音聲)만이 아니며 음성을 초월하여 실재하는 것이다. 음성은 무상(無常)한 것이지만 언어는 음성과 의미와의 매개체(媒介體)이므로 상주(常住)이다. 그런데 정당한 관념 내지 지식은 항구적으로 실재하는 것(常住)으로서 선천적인 것이요, 인간의 경험으로부터 일어나는 것은 아니다. 그것은 《베다》 속에만 있으며 따라서 사람들은 여기에 절대적으로 복종해야 된다. 이것에 복종하는 것이 이른바 다르마(法)이다.
미맘사 학파에 따르면, 특정한 제사를 실행하면 우리들 자신에 일종의 여력이 남아 그것이 나중에 과보(果報)를 가져온다. 그 여력을 신득력(新得力: 아푸르바)이라 한다. 그 신득력(新得力)이 바르고 착하면 미래에 있어서 천계에 태어나는("생천 · 生天") 등의 번영(繁榮: 아브휴다야)의 과보(果報)를 얻어 복락을 향수한다.

## 같이 보기
- 슈라우타
- 바이셰시카 학파
- 상키야 학파
- 요가 학파
- 니야야 학파
- 베단타 학파

## 참고 문헌
- 이 문서에는 다음커뮤니케이션(현 카카오)에서 GFDL 또는 CC-SA 라이선스로 배포한 글로벌 세계대백과사전의 내용을 기초로 작성된 글이 포함되어 있습니다.